# العلاقات البوليفية الكوستاريكية
العلاقات البوليفية الكوستاريكية هي العلاقات الثنائية التي تجمع بين بوليفيا وكوستاريكا.

## مقارنة بين البلدين
هذه مقارنة عامة ومرجعية للدولتين:
| وجه المقارنة                                              | بوليفيا                                          | كوستاريكا                                 |
| --------------------------------------------------------- | ------------------------------------------------ | ----------------------------------------- |
| المساحة (كم2)                                             | 1.10 مليون                                       | 51.10 ألف                                 |
| عدد السكان (نسمة)                                         | 11.05 مليون                                      | 4.91 مليون                                |
| الكثافة السكانية (ن./كم²)                                 | 10.05                                            | 96.09                                     |
| العاصمة                                                   | سوكري، لاباز                                     | سان خوسيه                                 |
| اللغة الرسمية                                             | اللغة الإسبانية، اللغة الأيمرية، كتشوا، غوارانية | اللغة الإسبانية                           |
| العملة                                                    | بوليفاريو بوليفي                                 | كولون كوستاريكي                           |
| الناتج المحلي الإجمالي (بليون دولار)                      | 37.51 مليار                                      | 57.06 مليار                               |
| الناتج المحلي الإجمالي (تعادل القوة الشرائية) بليون دولار | 74.58 مليار                                      | 74.98 مليار                               |
| الناتج المحلي الإجمالي الاسمي للفرد دولار أمريكي          | 3.08 ألف                                         | 11.26 ألف                                 |
| الناتج المحلي الإجمالي للفرد دولار أمريكي                 | 6.63 ألف                                         | 14.92 ألف                                 |
| مؤشر التنمية البشرية                                      | 0.662                                            | 0.766                                     |
| رمز المكالمات الدولي                                      | +591                                             | +506                                      |
| رمز الإنترنت                                              | .bo                                              | .cr، قائمة نطاقات المستوى الأعلى للإنترنت |
| المنطقة الزمنية                                           | 00                                               | 00                                        |

## منظمات دولية مشتركة
يشترك البلدان في عضوية مجموعة من المنظمات الدولية، منها:
| علم المنظمة | اسم المنظمة                                                          | تاريخ انضمام بوليفيا | تاريخ انضمام كوستاريكا |
| ----------- | -------------------------------------------------------------------- | -------------------- | ---------------------- |
|             | الاتحاد البريدي العالمي                                              | ?                    | ?                      |
|             | مؤسسة التنمية الدولية                                                | 21 يونيو 1961        | 30 يونيو 1961          |
|             | منظمة حظر الأسلحة الكيميائية                                         | ?                    | ?                      |
|             | منظمة التجارة العالمية                                               | 12 سبتمبر 1995       | ?                      |
|             | الأمم المتحدة                                                        | 14 نوفمبر 1945       | 2 نوفمبر 1945          |
|             | وكالة ضمان الاستثمار متعدد الأطراف                                   | 3 أكتوبر 1991        | 8 فبراير 1994          |
|             | منظمة الشرطة الجنائية الدولية                                        | ?                    | ?                      |
|             | مؤسسة التمويل الدولية                                                | 20 يوليو 1956        | 20 يوليو 1956          |
|             | الاتحاد الدولي للاتصالات                                             | 1 يونيو 1907         | 13 سبتمبر 1932         |
|             | البنك الدولي للإنشاء والتعمير                                        | 27 ديسمبر 1945       | 8 يناير 1946           |
|             | وكالة حظر الأسلحة النووية في أمريكا اللاتينية ومنطقة البحر الكاريبي ‏ | ?                    | ?                      |
|             | يونسكو                                                               | 13 نوفمبر 1946       | 19 مايو 1950           |

## وصلات خارجية
- موقع وزارة الخارجية البوليفية
- موقع وزارة الخارجية الكوستاريكية